# تشارلز إي. ستيوارت جونيور
تشارلز إي. ستيوارت جونيور (بالإنجليزية: Charles E. Stewart, Jr.)‏ هو قاضي ومحامي أمريكي، ولد في 1 سبتمبر 1916 في جلان ريدج في الولايات المتحدة، وتوفي في 28 أكتوبر 1994 في بكبسي في الولايات المتحدة.